# Lekkoatletyka na Letnich Igrzyskach Olimpijskich 1936 – maraton mężczyzn

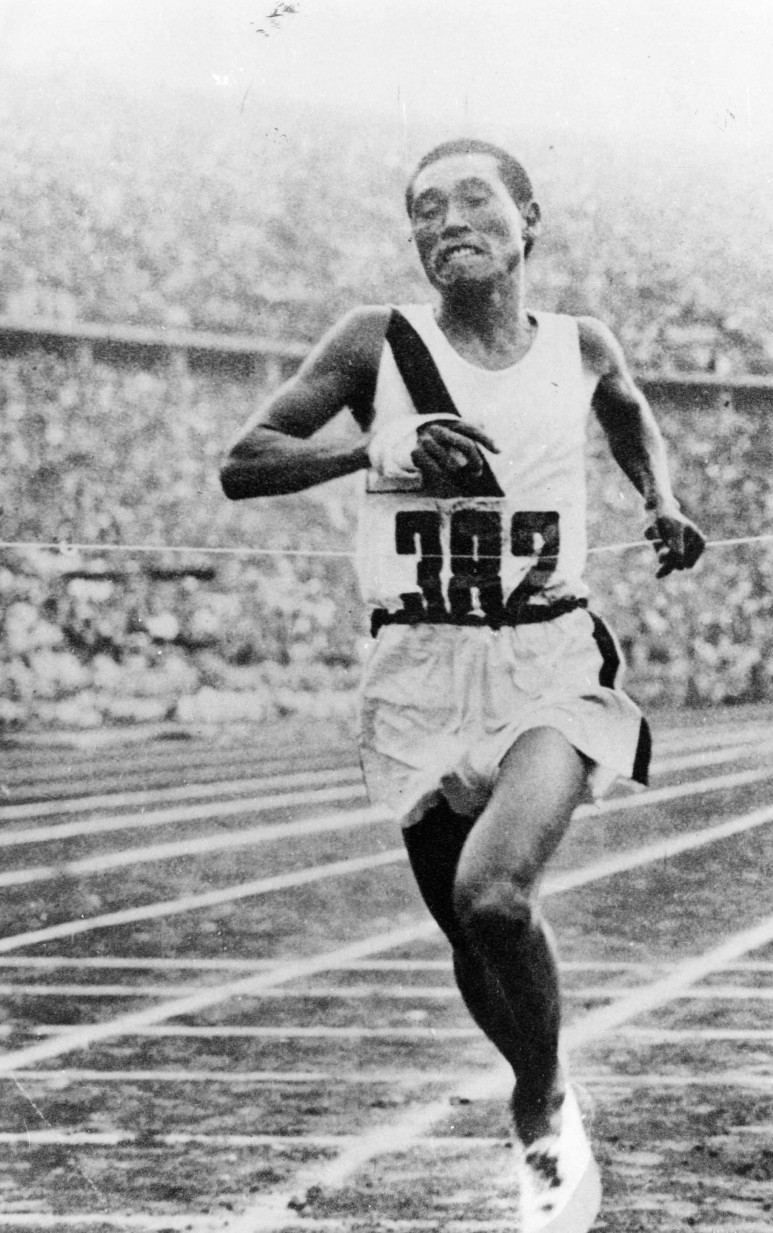
Sohn Kee-chung zwycięża w maratonie

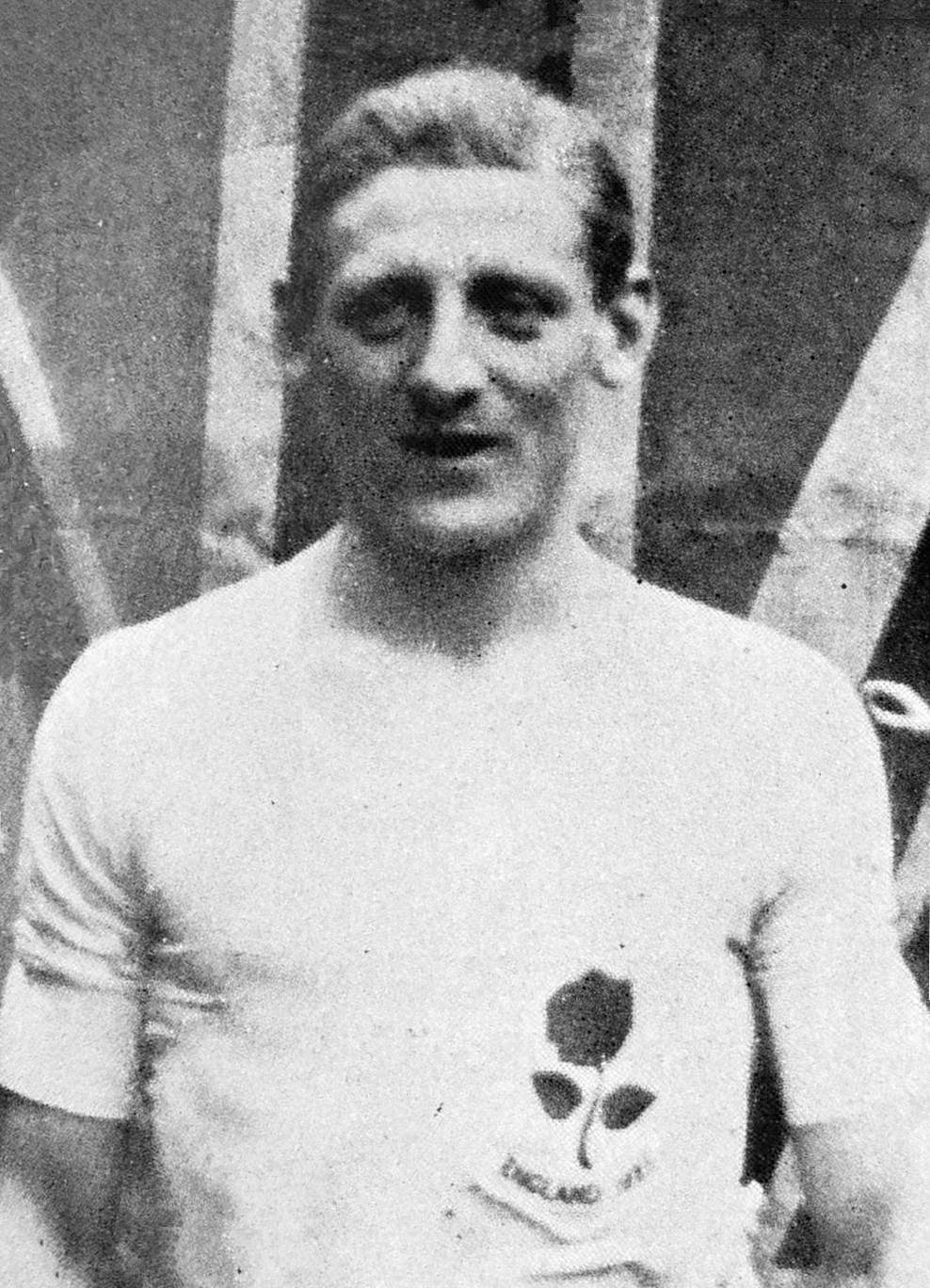
Ernest Harper

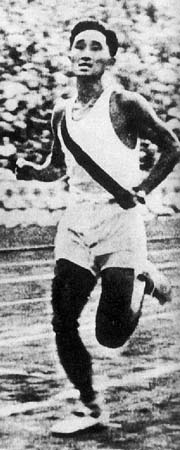
Nam Sung-yong

Bieg maratoński mężczyzn był jedną z konkurencji rozgrywanych podczas XI Letnich Igrzysk Olimpijskich. Bieg został rozegrany 9 sierpnia 1936 roku. Start i meta znajdowały się na Stadionie Olimpijskim w Berlinie. Wystartowało 56 zawodników z 27 krajów.
W reprezentacji Japonii wystąpili dwaj Koreańczycy: Sohn Kee-chung (Son Kitei) oraz Nam Sung-yong (Nan Shoryu), którzy zdobyli złoty i brązowy medal. MKOl przypisuje obydwa medale Japonii (którą reprezentowali), ponieważ Korea była pod okupacją japońską w tym czasie.  Wszyscy koreańscy olimpijczycy podczas okupacji byli zobowiązani do reprezentowania Japonii oraz do używania japońskich odpowiedników ich imion (powyżej podanych w nawiasach).

## Rekordy
|                   | Zawodnik           | Wynik   | Miejsce     | Data                  |
| ----------------- | ------------------ | ------- | ----------- | --------------------- |
| Rekord świata     | Sohn Kee-chung     | 2:26:42 | Tokio       | 3 listopada 1935(dts) |
| Rekord olimpijski | Juan Carlos Zabala | 2:31:36 | Los Angeles | 7 sierpnia 1932(dts)  |

## Terminarz

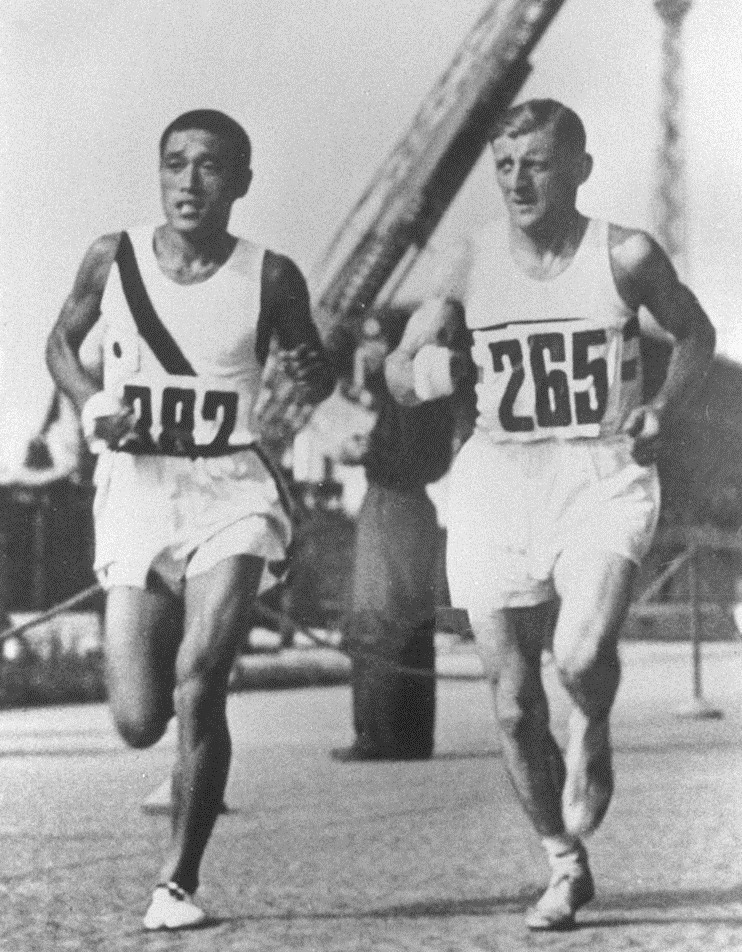
Od lewej: Sohn Kee-chung i Ernest Harper

| Data            |       | Godzina |
| --------------- | ----- | ------- |
| 9 sierpnia 1936 | Finał | 15:00   |

## Wyniki
| Poz. | Zawodnik                   | Reprezentacja     | Czas      | Uwagi |
| ---- | -------------------------- | ----------------- | --------- | ----- |
| 1.   | Sohn Kee-chung             | Japonia           | 2:29:19,2 | OR    |
| 2.   | Ernest Harper              | Wielka Brytania   | 2:31:23,2 |       |
| 3.   | Nam Sung-yong              | Japonia           | 2:31:42,0 |       |
| 4.   | Erkki Tamila               | Finlandia         | 2:32:45,0 |       |
| 5.   | Väinö Muinonen             | Finlandia         | 2:33:46,0 |       |
| 6.   | Johannes Coleman           | Południowa Afryka | 2:36:17,0 |       |
| 7.   | Donald Robertson           | Wielka Brytania   | 2:37:06,2 |       |
| 8.   | Jackie Gibson              | Południowa Afryka | 2:38:04,0 |       |
| 9.   | Mauno Tarkiainen           | Finlandia         | 2:39:33,0 |       |
| 10.  | Thore Enochsson            | Szwecja           | 2:43:12,0 |       |
| 11.  | Stelios Kyriakidis         | Grecja            | 2:43:20,8 | [ 3 ] |
| 12.  | Nouba Khaled               | Francja           | 2:45:34,0 |       |
| 13.  | Henry Palmé                | Szwecja           | 2:46:08,4 |       |
| 14.  | Franz Tuschek              | Austria           | 2:46:29,0 |       |
| 15.  | Jimmy Bartlett             | Kanada            | 2:48:21,4 |       |
| 16.  | Émile Duval                | Francja           | 2:48:39,8 |       |
| 17.  | Manuel Dias                | Portugalia        | 2:49:00,0 |       |
| 18.  | John Kelley                | Stany Zjednoczone | 2:49:32,4 |       |
| 19.  | Miloslav Luňák             | Czechosłowacja    | 2:50:26,0 |       |
| 20.  | Felix Meskens              | Belgia            | 2:51:19,0 |       |
| 21.  | Ján Takáč                  | Czechosłowacja    | 2:51:20,0 |       |
| 22.  | Rudolf Wöber               | Austria           | 2:51:28,0 |       |
| 23.  | Ludovic Gal                | Rumunia           | 2:55:02,0 |       |
| 24.  | Robert Nevens              | Belgia            | 2:55:51,0 |       |
| 25.  | Anders Hartington Andersen | Dania             | 2:56:31,0 |       |
| 26.  | Gabriel Mendoza            | Peru              | 2:57:17,8 |       |
| 27.  | Tommy Lalande              | Południowa Afryka | 2:57:20,0 |       |
| 28.  | Artūrs Motmillers          | Łotwa             | 2:58:02,0 |       |
| 29.  | Eduard Braesecke           | III Rzesza        | 2:59:33,4 |       |
| 30.  | Percy Wyer                 | Kanada            | 3:00:11,0 |       |
| 31.  | Fernand Le Heurteur        | Francja           | 3:01:11,0 |       |
| 32.  | Wilhelm Rothmayer          | Austria           | 3:02:32,0 |       |
| 33.  | Bronisław Gancarz          | Polska            | 3:03:11,0 |       |
| 34.  | Max Beer                   | Szwajcaria        | 3:06:26,0 |       |
| 35.  | Guillermo Suárez           | Peru              | 3:08:18,0 |       |
| 36.  | Boris Charalampiew         | Bułgaria          | 3:08:53,8 |       |
| 37.  | Arul Swami                 | Indie Brytyjskie  | 3:10:44,0 |       |
| 38.  | Josef Šulc                 | Czechosłowacja    | 3:11:47,4 |       |
| 39.  | Franz Eha                  | Szwajcaria        | 3:18:17,0 |       |
| 40.  | Wang Zhenglin              | Chiny             | 3:25:36,4 | [ 4 ] |
| 41.  | Stane Šporn                | Jugosławia        | 3:30:47,0 |       |
| 42.  | José Farías                | Peru              | 3:3:24,0  |       |
| -    | Juan Acosta                | Chile             | DNF       |       |
| -    | Franz Barsicke             | III Rzesza        | DNF       |       |
| -    | Tarzan Brown               | Stany Zjednoczone | DNF       |       |
| -    | Giannino Bulzone           | Włochy            | DNF       |       |
| -    | Paul de Bruyn              | III Rzesza        | DNF       |       |
| -    | Kazimierz Fiałka           | Polska            | DNF       |       |
| -    | Aurelio Genghini           | Włochy            | DNF       |       |
| -    | Billy McMahon              | Stany Zjednoczone | DNF       |       |
| -    | Jaime Mendes               | Portugalia        | DNF       |       |
| -    | Bert Norris                | Wielka Brytania   | DNF       |       |
| -    | Luis Oliva                 | Argentyna         | DNF       |       |
| -    | Tamao Shiwaku              | Japonia           | DNF       |       |
| -    | Harold Webster             | Kanada            | DNF       |       |
| -    | Juan Carlos Zabala         | Argentyna         | DNF       |       |
| -    | Jean Chapelle              | Belgia            | DNS       |       |
| -    | Ernst Hirt                 | Szwajcaria        | DNS       |       |
| -    | Jorge Perry                | Kolumbia          | DNS       |       |